# ABINIT
ABINIT es una suite de software de código abierto utilizada en ciencia de materiales, la cual se distribuye bajo la Licencia Pública General de GNU (GPL por sus siglas en inglés). ABINIT implementa la teoría funcional de la densidad, utilizando un conjunto base de ondas planas y pseudopotenciales. ABINIT puede calcular la densidad electrónica y las propiedades derivadas de ella de diferentes materiales.Los tipos de materiales que abarca van desde moléculas hasta superficies y sólidos. Es desarrollado de forma colaborativa por investigadores de todo el mundo. Una versión gráfica basada en una interfaz web, que solo permite el acceso a un conjunto limitado de funciones de ABINIT, está disponible para uso gratuito a través de la web nanohub .
La última versión disponible es 9.6.2, la cual fue lanzada el 9 de noviembre de 2021.

## Visión general
ABINIT se basa en la teoría funcional de la densidad que permite resolver las ecuaciones de Kohn-Sham, las cuales describen el comportamiento de los electrones en un material. Para lo cual utiliza un conjunto base de ondas planas y un método de gradiente conjugado autoconsistente para determinar el mínimo de energía. Una ejecución eficiente en un sentido computacional se logra utilizando la transformada rápida de Fourier, y pseudopotenciales. De esta forma se describen los electrones del núcleo de forma eficiente. Como alternativa a los pseudopotenciales, se puede utilizar el método de proyector de ondas aumentadas. Además de la energía total, también se calculan fuerzas y tensiones para poder realizar optimizaciones de geometría y dinámica molecular de primeros principios. Los materiales que ABINIT puede tratar incluyen aislantes, metales y sistemas ordenados magnéticamente, incluidos los aislantes de Mott-Hubbard.

## Propiedades derivadas
Además de calcular el estado fundamental de los electrones de los materiales, ABINIT implementa la teoría del funccional de la densidad perturbado para calcular funciones de respuesta que incluyen:
- Fonones
- Respuesta dieléctrica
- Cargas efectivas de Born y tensor de fuerza del oscilador IR
- Respuesta a la deformación y propiedades elásticas
- Respuestas no lineales, incluida la respuesta piezoeléctrica, secciones transversales Raman y respuesta electro--óptica.

ABINIT también puede calcular propiedades de estados excitados
- Teoría del funcional de la densidad dependiente del tiempo
- Teoría de perturbaciones de muchos cuerpos, utilizando la aproximación GW y la ecuación de Bethe-Salpeter .